# Europapokal der Pokalsieger (Handball) 1999/2000
Am EHF-Europapokal der Pokalsieger 1999/2000 nahmen 35 Handball-Vereinsmannschaften teil, die sich in der vorangegangenen Saison in ihren Heimatländern im Pokalwettbewerb für den Wettbewerb qualifizieren konnten. Es war die 25. Austragung des Europapokals der Pokalsieger. Titelverteidiger war der spanische Club Ademar León. Die Pokalspiele begannen am 28. August 1999 und endeten mit dem zweiten Finalspiel am 30. April 2000. Im Finale konnte sich der spanische Verein Portland San Antonio gegen den ungarischen Vertreter Dunaferr SE durchsetzen.

## Modus
Der Wettbewerb startete mit drei Spielen in einer Ausscheidungsrunde. Die Sieger zogen in das Sechzehntelfinale ein, in der weitere, höher eingestufte, Mannschaften einstiegen. Alle Runden inklusive des Finales wurden im K.-o.-System mit Hin- und Rückspiel durchgeführt. Der Gewinner des Finales war Europapokalsieger der Pokalsieger der Saison 1999/2000.

## Ausscheidungsrunde
Die Hin- und Rückspiele fanden zwischen dem 28. August 1999 und dem 5. September 1999 statt.
|                      | Gesamt |                         | Hinspiel | Rückspiel |
| -------------------- | ------ | ----------------------- | -------- | --------- |
| HB Dudelange         | 60:55  | Intercollege AC Nicosia | 27:29    | 33:26     |
| Vestmanna ÍF         | 38:49  | Dennis Turku            | 25:27    | 13:22     |
| HRK Izviđač Ljubuški | 55:49  | HC Kehra Tallinn        | 26:20    | 29:29     |

## Sechzehntelfinals
Die Hin- und Rückspiele fanden zwischen dem 1. Oktober 1999 und dem 10. Oktober 1999 statt.
|                       | Gesamt |                         | Hinspiel | Rückspiel |
| --------------------- | ------ | ----------------------- | -------- | --------- |
| Medveščak Zagreb      | 35:41  | TBV Lemgo               | 20:21    | 15:20     |
| Maccabi Raʿanana      | 38:52  | Dunaferr SE             | 23:23    | 15:29     |
| A.C. Doukas School    | 46:59  | CB Cantabria Santander  | 21:25    | 25:34     |
| HK Lokomotiv Warna    | 37:52  | Pelister Bitola         | 20:21    | 17:31     |
| Kadetten Schaffhausen | 50:64  | Portland San Antonio    | 25:26    | 25:38     |
| KIF Kolding           | 49:41  | Dinamo Astrachan        | 25:21    | 24:20     |
| HRK Izviđač Ljubuški  | 45:48  | Drammen HK              | 24:22    | 21:26     |
| Wisła Płock           | 49:58  | RK Zeleznicar 1949 Nis  | 27:23    | 22:35     |
| Pallamano Trieste     | 50:43  | Lusis Akademikas Kaunas | 26:19    | 24:24     |
| Prule 67 Ljubljana    | 57:43  | HC Browary              | 32:22    | 25:21     |
| ŠKP Bratislava        | 38:60  | Redbergslids IK         | 18:30    | 20:30     |
| E&O Emmen             | 35:53  | Dukla Prag              | 21:26    | 14:27     |
| Madeira Andebol SAD   | 60:46  | Dennis Turku            | 35:20    | 25:26     |
| HC Eynatten           | 55:62  | HC Fivers Margareten    | 31:25    | 24:37     |
| Beşiktaş Istanbul     | 41:50  | Steaua Bukarest         | 20:23    | 21:27     |
| Arkatron Minsk        | 56:51  | HB Dudelange            | 27:25    | 29:26     |

## Achtelfinals
Die Hin- und Rückspiele fanden zwischen dem 13. November 1999 und dem 21. November 1999 statt.
|                        | Gesamt |                      | Hinspiel | Rückspiel |
| ---------------------- | ------ | -------------------- | -------- | --------- |
| Drammen HK             | 49:52  | Prule 67 Ljubljana   | 26:21    | 23:31     |
| CB Cantabria Santander | 52:47  | Madeira Andebol SAD  | 25:21    | 27:26     |
| KIF Kolding            | 51:38  | Redbergslids IK      | 26:15    | 25:23     |
| Portland San Antonio   | 54:35  | Steaua Bukarest      | 25:18    | 29:17     |
| Pelister Bitola        | 39:45  | Pallamano Trieste    | 21:19    | 18:26     |
| TBV Lemgo              | 49:47  | Dukla Prag           | 25:23    | 24:24     |
| Dunaferr SE            | 63:40  | HC Fivers Margareten | 36:21    | 27:19     |
| RK Zeleznicar 1949 Nis | 69:47  | Arkatron Minsk       | 34:22    | 35:25     |

## Viertelfinals
Die Hinspiele fanden am 19./20. Februar 2000 statt und die Rückspiele am 26./27. Februar 2000.
|                        | Gesamt |                        | Hinspiel | Rückspiel |
| ---------------------- | ------ | ---------------------- | -------- | --------- |
| TBV Lemgo              | 42:46  | Dunaferr SE            | 26:23    | 16:23     |
| Portland San Antonio   | 60:50  | CB Cantabria Santander | 35:29    | 25:21     |
| Pallamano Trieste      | 45:46  | KIF Kolding            | 26:22    | 19:24     |
| RK Zeleznicar 1949 Nis | 48:55  | Prule 67 Ljubljana     | 28:27    | 20:28     |

## Halbfinals
Die Hinspiele fanden am 19. März 2000 statt und die Rückspiele am 26. März 2000.
|                    | Gesamt  |                      | Hinspiel | Rückspiel |
| ------------------ | ------- | -------------------- | -------- | --------- |
| KIF Kolding        | 41:50   | Dunaferr SE          | 19:22    | 22:28     |
| Prule 67 Ljubljana | 51:51 * | Portland San Antonio | 27:28    | 24:23     |

## Finale
Das Hinspiel fand am 23. April 2000 in Pamplona statt und das Rückspiel am 30. April 2000 in Dunaújváros.
|                      | Gesamt |             | Hinspiel | Rückspiel |
| -------------------- | ------ | ----------- | -------- | --------- |
| Portland San Antonio | 48:45  | Dunaferr SE | 28:19    | 20:26     |